# 比亚法拉共和国
比亞法拉共和國（英語：Republic of Biafra），又譯比夫拉共和國，是尼日利亞東南部一個由分離主義者建立的歷史上未被普遍承認的國家。這個國家於1967年5月30日成立，至1970年1月15日滅亡。其政權的軍事首領於1970年1月12日正式宣佈有條件投降。該國得名於其南邊瀕臨大西洋的比亞法拉海灣（今邦尼湾）。

## 國際關係
當時只有少數國家承認比亞法拉，包括加蓬、海地、象牙海岸、坦桑尼亞和贊比亞。還有一些國家沒有正式承認該國，但有提供援助，其中法國、羅德西亞和南非提供了軍事援助。葡萄牙也提供了可觀的援助，對比亞法拉的存續起著重要作用。當時葡屬的聖多美和普林西比是比亞法拉人道救援的主要基地、比亞法拉的鈔票在里斯本印製，比亞法拉最主要的海外辦公室亦設於里斯本。以色列也曾將六日戰爭中收繳的武器提供予比亞法拉，但後來以色列再陷入戰爭中，因而無法再作軍事上的援助。

## 歷史
1966年1月奈及利亞發生政變，這次血腥的政變維持了一段短時間就以失敗告終。由於這次政變中軍隊內多數的伊博族軍官都安然無恙，使主流的豪薩人懷疑是他們發動政變。於1966年5月及9月，尼日利亞北部的伊博族人成為屠殺的目標。尼日利亞境內800萬的伊博族人主要聚居於東部，該地區的軍人集團首腦楚庫埃梅卡·奧杜梅格伍·奧朱古上校於1967年5月宣佈獨立，成立比亞法拉共和國，建都於埃努古。他的部隊同時接管了尼日利亞於該地區的資產。
尼日利亞隨即對該地區實行經濟封鎖，並於1967年7月6日開始展開軍事行動。在此場奈及利亞內戰中，比亞法拉軍最初成功往西突擊了尼日利亞西部，但8月後尼日利亞軍很快就恢復過來，逐步深入比亞法拉，迫使比亞法亞將政府遷至阿巴，再於同年末遷往烏穆阿希亞，最後於1969年遷往奧韋里。
至1970年，比亞法拉出現大規模饑荒，經濟及軍事崩潰，奧朱古上校流亡海外，比亞法拉重新并入尼日利亞。這場戰爭造成約100萬人死亡，其中多數是死於饑餓和疫症，成為第二次世界大戰後非洲最大型的人道災難之一。這場戰爭也為尼日利亞社會帶來深刻的傷痕。

## 參看
- 無國界醫生

## 外部連結
- My Biafran Eyes – Writer Okey Ndibe's memoir of the Biafran War in Guernica
- These Women Are Brave – A project on Igbo women's experiences during the Biafran war.
- Remember Biafra （页面存档备份，存于） – A brief history on the Republic and conflict
- Insight guide into Igboland （页面存档备份，存于）
- Biafra National Transitional Council